# Gobernación de Lublin
La gobernación de Lublin (en ruso: Люблинская губерния), en polaco: gubernia lubelska) fue una unidad administrativa (gubernia) del Zarato de Polonia.

## Historia
Fue creada en 1837 a partir del voivodato de Lublin, y tuvo las mismas fronteras y capital (Lublin) del voivodato.
Sus niveles más bajos de administración permanecieron mayoritariamente sin cambios, a pesar de ser rebautizados de obwóds a powiats. De dichas unidades existían diez que tomaron su nombre de sus ciudades capitales: Biłgoraj, Chełm, Hrubieszow, Janów, Krasnystaw, Lubartów, Lublin, Puławy, Tomaszów y Zamość.
La reforma de 1844 fusionó a la gobernación con la de Podlaquia, hasta que la reforma de 1867 revirtió aquellos cambios (si bien gobernación de Podlaquia fue rebautizada a Siedlce). En 1912 algunos de los territorios de la gobernación fueron segregados para crear la de Kholm.

## Lengua
Por el censo imperial de 1897. En negrita están marcadas las lenguas habladas por más personas que la lengua estatal.
| Lengua                                     | Número    | Porcentaje (%) | Hombres | Mujeres |
| ------------------------------------------ | --------- | -------------- | ------- | ------- |
| Polaco                                     | 729 529   | 62.85          | 360 700 | 368 829 |
| Ucraniano                                  | 196 476   | 16.92          | 99 665  | 96 811  |
| Yidis                                      | 155 398   | 13.38          | 74 985  | 80 413  |
| Ruso                                       | 47 912    | 4.12           | 36 888  | 11 024  |
| Alemán                                     | 25 972    | 2.23           | 12 901  | 13 071  |
| Estonio                                    | 2 197     | 0.18           | 2 197   | 0       |
| Otros                                      | 3 052     | 0.26           | 2 526   | 526     |
| Personas que no nombraron su lengua nativa | 126       | >0.01          | 99      | 27      |
| Total                                      | 1 160 662 | 100            | 589 961 | 570 701 |